# 沃伊丘加干湖

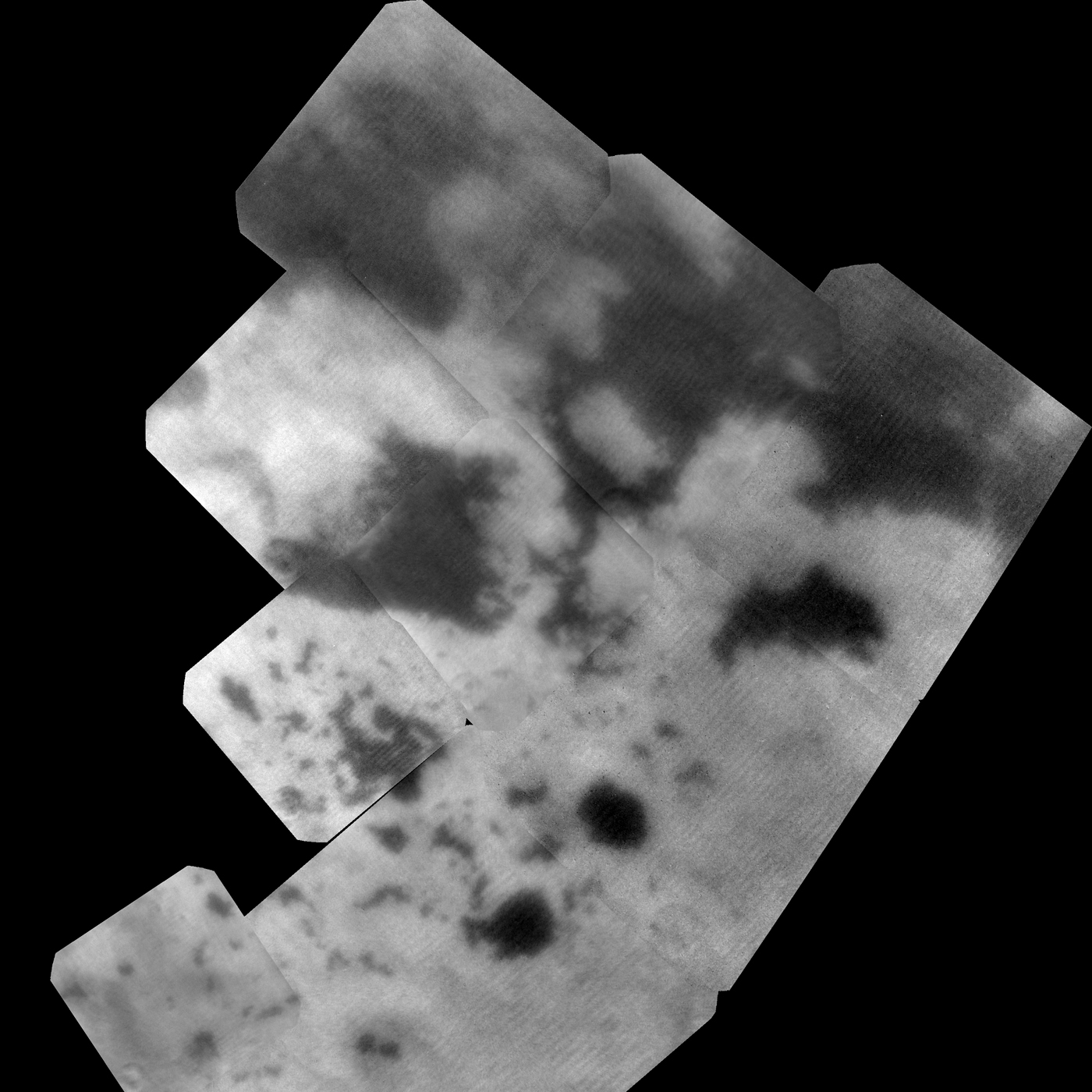
“卡西尼号”拍摄的土卫六北极海洋及湖泊的近红外照片

沃伊丘加干湖（Woytchugga Lacuna)是土卫六上最大的间歇湖之一。
它位于土卫六表面北纬 68.53度、西经109度，长约449公里，它是最长的泰坦湖并在土星最大的卫星上发现的众多“碳氢化合物湖”中属第三长的湖体。该湖由液体乙烷和甲烷组成并被“卡西尼-惠更斯号太空探测器发现。
有迹象表明，它是“一座间歇湖”，因此，在2013年以澳大利亚威尔坎尼亚附近的沃伊丘加湖命名了它。